# Когда звонит незнакомец (фильм, 2006)
«Когда звонит незнакомец» (англ. When a Stranger Calls) — американский триллер режиссёра Саймона Уэста, вышедший в 2006 года. Представляет собой вольный ремейк одноимённого фильма 1979 года и берёт за основу его первые двадцать минут; оригинальный фильм в свою очередь был вдохновлён популярной в США городской легендой под названием «Няня и незнакомец на втором этаже».

## Сюжет
Богатая семейная пара уезжает, оставляя детей под присмотром юной студентки Джилл Джонсон, весьма довольной подвернувшимся заработком. Помимо Джилл в доме находятся горничная Роза и подруга Джилл, Тиффани, которая приезжает её навестить.
Вскоре в доме раздаётся телефонный звонок. «Чем сейчас занимаются дети? Ты в курсе?» — неласково спрашивает незнакомый голос. Сначала Джилл думает, что это чья-то шутка, но когда звонки стали повторяться уже с угрозами, Джилл понимает, что она и дети в опасности. Она звонит в полицию и вместе с полицейскими приходит к решению, что она должна играть с незнакомцем в игру, в результате которой он должен быть выслежен.
Вскоре Роза исчезает, а Джилл видит кого-то в гостевом доме, который находится напротив. Она думает, что это — Тодд, старший сын пары, или Роза и решает сходить туда. Джилл берёт фонарь и палку и бежит к гостевому дому. Там она никого не находит, но замечает, что в комнате Розы горит свет. Она бежит назад на третий этаж в комнату Розы. Вскоре ей звонят из полиции и предупреждают Джилл, что звонящий где-то в доме. Найдя Тиффани мёртвой в ванной Розы, Джилл бежит вниз в детскую комнату. Она находит детей в игрушечном сундуке. Когда они собираются спуститься вниз, Джилл видит незнакомца, стоящего на деревянном перекрытии на потолке.
Джилл и дети убегают из детской. Они бегут вниз и прячутся в застеклённом водном саду. Незнакомец находит их и нападает на Джилл, а дети в это время бегут к двери, которая заперта с другой стороны. Джилл находит мёртвое тело Розы в воде. Она заманивает незнакомца в ловушку в водном саду и находит детей в камине. Но незнакомец выбирается оттуда и бежит за ними. Джилл удаётся выпустить детей из дома, а сама она пытается оказывать сопротивление маньяку. Тут появляется полиция и ловит убийцу.
Конец: Джилл в больнице. Она просыпается и пытается вызвать медсестру, но никто не отвечает. Она выходит в коридор — больница пуста. Она слышит, как звонит телефон. Затем она оборачивается и видит за собой маньяка. На этом сон Джилл заканчивается. Она просыпается по-настоящему, но ей кажется, что сон был реальностью и что маньяк охотится за ней до сих пор. У неё начинается истерика, а врачи и отец пытаются её успокоить.

## В ролях
| Актёр          | Роль             |
| -------------- | ---------------- |
| Камилла Белль  | Джилл Джонсон    |
| Томми Флэнаган | Незнакомец       |
| Кэти Кэссиди   | Тиффани Мэдисон  |
| Лэнс Хенриксен | Голос незнакомца |
| Джон Бобек     | Офицер Льюис     |
| Дерек Де Линт  | Доктор Мандракис |
| Кейт Дженнингс | Келли Мандракис  |
| Мадлен Кэрролл | Элисон Мандракис |
| Тесса Томпсон  | Скарлет          |
| Брайан Герати  | Бобби            |
| Кларк Грегг    | Бен Джонсон      |
| Дэвид Дэнман   | Офицер Бэрроуз   |
| Артур Янг      | Уилл Нат         |

## Саундтрек
Музыку к фильму написал композитор Джеймс Дули
1. The Carnival (4:51)
2. Fateful Drive (2:57)
3. The House (3:43)
4. Exploring (5:16)
5. Have You Checked The children? (5:11)
6. Tiffany (2:55)
7. Knock, Knock, Who’s There? (7:18)
8. Curtain Call (3:14)
9. 60 Seconds (3:39)
10. Inside The House (4:12)
11. Stranger (3:48)
12. Hunting Jill (4:07)
13. Gotcha! (2:44)
14. The Hospitol (3:58)
15. Aftermath (2:42)